# Anno 1503
Anno 1503: Il Nuovo Mondo (conosciuto anche solo come Anno 1503) è un videogioco di tipo gestionale e di strategia in tempo reale (con paesaggio, unità e strutture 2D), ambientato in America dopo che è stata scoperta dagli europei, sviluppato da "Sunflowers" e distribuito nell'anno 2002.
Questo è il seguito di Anno 1602 distribuito nell'anno 1998, che ha iniziato la serie "Anno" ed ha avuto come seguito Anno 1701 (tutti fatti dalla stessa casa di sviluppo).

## Modalità di gioco
Il gioco inizia tramite il controllo di una nave da parte del giocatore, il quale disporrà di risorse umane e materiali sufficienti al fine di fondare un insediamento umano presso un'isola enigmatica da esplorare. Quando i cittadini raggiungeranno la Classe Aristocratica, pretenderanno di poter usufruire di numerosi servizi e privilegi, fra i quali è possibile citare una Cattedrale oppure i servizi igienici.